# Reina Leone
Reina Leone, född Kelly Francisco 2 december 1974 i Santa Rosa, Kalifornien, är en filippinsk-amerikansk porrskådespelare som medverkat i drygt 40 filmer. 

## Karriär
Även under den tid då Francisco fortfarande arbetade som polis gjorde hon flera sexvideor. Hon hade även en egen webbsida med artistnamnet Reina Leone. 2003 gjorde hon analsexscener tillsammans med Kurt Lockwood,. 2004 gjorde hon sexscener med Joe Friday och Van Damage.

## Filmografi (några utvalda filmer)
- Meat Pushin in the Seat Cushion 2